# Ани Лорак
Ани Лорак (родена Каролина Мирославовна Куек, на украински: Кароліна Мирославівна Куєк) е украинска поп и шансон певица, композитор и поетеса. Нейният глас е с диапазон 4,5 октави.

## Биография
Каролина Куек е родена на 27 септември 1978 г. в град Кицман. Занимава се с пеене от ранна възраст. Печели конкурса „Первоцвет“, запознава с продуцента Юрий Фалес и подписва първия си професионален договор (1992). За участието си в московската програма „Утренняя звезда“ приема артистичното име Ани Лорак (1995).
Живее в Киев от 1995 г. На 19-годишна възраст получава званието „Заслужил артист на Украйна“. Издава 25 самостоятелни албума и биографичен филм. Получава 5 златни диска за значителни и продадени тиражи на самостоятелни албуми. Печели гран-при на световния конкурс за млади изпълнители в Ню-Йорк (1996). Многократно е избирана за певица на годината в Украйна.
Изявява се в киното. Известни са нейните роли във филма „Цыгане“, „Бери шинел“, „Вечера на хуторе близ Диканьки“, „Безумный День или женитьба Фигаро“ и др. Продуцент на детски книжки.
Участва с благотворителна дейност в УНИЦЕФ и ООН. Наградена е с Орден „Свети Станислав“ IV степен „за укрепване на международния авторитет на Украйна“ (2005).
На конкурса „Евровизия 2008“ се класира на второ място. Впечатлява с нежен и силен глас. Има множество концерти в Украйна, Руската федерация, Европейския съюз, САЩ, Турция и др.

## Украински санкции
След нахлуването на Русия в Украйна тя не осъжда войната, поради което е критикувана от украински артисти, а Комисията по информационна политика на Върховната рада се обръща към президента на Украйна с молба да лиши певицата от титлата „Народен артист на Украйна“. На 22 март 2022 г. Изпълнителният комитет на Градския съвет на Черновци решава да демонтира знака на Ани Лорак, монтиран на Алеята на звездите на Театралния площад в Черновци през 2008 г., за да отбележи 600-годишнината на града. През октомври 2022 г. срещу Ани Лорак са наложени санкции от Съвета за национална сигурност и отбрана на Украйна.

## Личен живот
- От 1995 до 2005 г. тя живее във фактически брак с продуцента си Юрий Фальоса.
- На 15 август 2009 г. тя се омъжва за турския бизнесмен Мурат Налчаджиоглу (р. 12 юни 1977 г.). Имат дъщеря – София Муратовна Налчаджиоглу (р. 9 юни 2011 г.). На 7 април 2012 г. София е кръстена в Киев, кръстник става Филип Киркоров, кръстницата е депутатът от Върховната Рада Ирина Бережная. София е ученичка в Павловската гимназия в Москва. На 31 януари 2019 г. Лорак и Мурат Налчаджиоглу официално се развеждат. Причината за развода е обявена в съобщение, публикувано в Единния държавен регистър на съдебните решения.
- От май 2019 г. тя се срещна с Егор Глеб, продуцент на лейбъла Black Star Inc.
- От февруари 2023 г. става известно за връзката на певицата с испанеца Исак Видирако.

## Дискография

### Студийни албуми
- Остров (2023)
- Я жива (2021)
- DIVA (2020)
- За мечтой (2019)
- Найкращі хіти (2018)
- Разве ты любил (2016)
- Зажигай сердце (2013)
- Солнце (2009)
- Shady lady (2008)
- 15 (2007)
- Роскажи (2006)
- Smile (2005)
- Ани Лорак (2004)
- Remih Мрій про мене (2003)
- Там, де ти є... (2001)
- www.anilorak.com (2000)
- Ангел Мрій Моїх – Dream Angel (1999)
- Я вернусь (1998)
- Хочу летать (1996)

### Компилации
- Избраное (2011)
- Новое и лучшее (2010)

## Музикални изяви

### Участия в концерти
- Музикални награди на телевизионни канали МУЗ-ТВ 2010 – изп. „Увлечение“ (дует с Тимур Родригес)
- Новата вълна 2011 – изп. „Why“, „Ищу тебя“
- „Филипп Киркоров: ДруGoY“ – изп. „Гимн уходящей мечте“ (дует с Филип Киркоров)
- „20 най-добри песни 2011“ – изп. „Для тебя“
- Музикални награди на телевизионни канали МУЗ-ТВ 2012 – изп. „Я не сдамся без бою“ (дует със Сергей Лазарев)
- Новата вълна 2012 – изп. „Обними меня“, „Красиво“
- Музикални награди на телевизионни канали МУЗ-ТВ 2013 – изп. „Зажигай сердце“
- Новата вълна 2013 – изп. „Зажигай сердце“, „Если ты когда-нибудь меня простишь“
- Несиня светлина 2013 – изп. „Обернитесь“
- Концерът „О чём еще поют мужчины“ 2014 – изп. „Обернитесь“ (дует с Полина Гагарина)
- Музикални награди на телевизионни канали МУЗ-ТВ 2014 – изп. „Забирай рай“, „Зеркала“, „Ангел-Хранитель“ (с всички страни)
- Новата вълна 2014 – изп. „Prayer“ (дует със Сергей Лазарев), „Снится сон“, „Медленно“
- Музикални награди на телевизионни канали МУЗ-ТВ 2015 – изп. „Медленно“
- Новата вълна 2015 – изп. „Осенняя любовь“, „Più che puoi“ (дует с Ерос Рамацоти), „Корабли“, „Уходи по-английски“ (дует с Григорий Лепс), „Уходит праздник“ (с всички страни)
- 20 юбилейна награда „Златен грамофон“ – изп. „Забирай рай“
- Творческата вечер на поета Юрий Ентин – изп. „Мир без любимого“ (дует с Дима Билан)
- Музикални награди на телевизионни канали МУЗ-ТВ 2016 – „Удержи моё сердце“
- 320-годишнината на Военноморските сили – изп. „Обними меня крепче“
- Новата вълна 2016 – изп. „Удержи моё сердце“, „Я останусь с тобой“, „Разве ты любил“
- Концерт за деня на агро работници 2016 – изп. „Разве ты любил“
- Творческата вечер на композитър Александър Зацепин – изп. „Мир без любимого“
- Първи Руски национална музикална награда 2016 – изп. „Разве ты любил...“
- Несиня светлина 2017 – изп. „Не могу сказать прощай“ (дует с Емин)

### Участия в телевизионни и празнични музикални програми
- Нощен диско – изп. „Топ, топ, топает малыш“
- „Коледни срещи на Алла Пугачова в Киев“ – изп. „Жду тебя“
- Нова година на първи канал – 2015! – „Оранжевые сны“
- „Точь-в-точь: Новигодишен епизод“ – изп. „I Will Always Love You“
- „Точь-в-точь: Новогодишен епизод и финал“ – изп. „All I Want for Christmas Is You“
- Нова година на първи канал – 2017! – изп. „Новогодняя“
- „На живо Нова година“ – изп. „Новогодняя“